# 30 Dywizja Zmechanizowana
30 Gwardyjska Dywizja Zmechanizowana (ros. 30-я мотострелковая дивизия) – związek taktyczny Armii Radzieckiej przejęty przez  Siły Zbrojne Federacji Rosyjskiej, a następnie przez Siły Zbrojne Republiki Białorusi.
W końcowym okresie istnienia Związku Socjalistycznych Republik Radzieckich dywizja stacjonowała na terenie Czechosłowacji. W tym czasie wchodziła w skład Centralnej Grupy Wojsk. Po rozpadzie ZSRR przekazana Białorusi.

## Struktura organizacyjna
Skład w 1990:
- dowództwo i sztab – Zwoleń;
- 30 Gwardyjski pułk czołgów - Oremow Łaz;
- 164 Gwardyjski pułk zmotoryzowany - Żałszawa;
- 166 Gwardyjski pułk zmotoryzowany - Komamo;
- 168 Gwardyjski pułk zmotoryzowany - Różom Berok;
- 126 Gwardyjski pułk artylerii samobieżnej - Rożnawa;
- 144 pułk rakiet przeciwlotniczych - Oremow Łaz.